# Eucelatoria ghanii
Eucelatoria ghanii là một loài ruồi trong họ Tachinidae.